# Zygmunt Horowski
Zygmunt Horowski (ur. 2 maja 1909 w Opalenicy, zm. 18 listopada 1990) – polski nauczyciel, działacz oświatowy i społeczny, poseł na Sejm PRL II kadencji (1957–1961), dyrektor Liceum Ogólnokształcącego w Chodzieży (1956–1970).

## Życiorys
Ojciec Zygmunta, Franciszek (1879–1942) był technikiem dentystą i fryzjerem, a następnie urzędnikiem poznańskiej dyrekcji PKP. Matka Marianna z domu Witajewskich (1882–1915) zmarła wcześnie i osierociła 6-letniego Zygmunta i jego siostry 8-letnią Marię i 5-letnią Mieczysławę.
Po ukończeniu szkoły podstawowej w Opalenicy w latach 1923–1925 uczęszczał do Miejskiej Szkoły Handlowej w Poznaniu, a następnie do Państwowego Seminarium Nauczycielskiego w Wolsztynie. Tam w 1930 roku uzyskał dyplom nauczycielski.
Pracował jako nauczyciel w Kruszwicy, a następnie w Chodzieży. W 1936 roku kończy roczny Państwowy Wyższy Kurs Nauczycielski w Warszawie.
Poza pracą nauczycielską w szkole podstawowej i zawodowej w Chodzieży, jest aktywistą Obywatelskiego Komitetu Oświatowego, współpracuje z regionalnymi pismami oraz jest współzałożycielem i działaczem pierwszego ogniska Związku Nauczycielstwa Polskiego w 1933 roku. Największą działalność rozwijał w ruchu śpiewaczym, gdzie był współzałożycielem i prezesem Koła Śpiewaczego „Halka”.
W 1937 roku zawarł związek małżeński w Śmiglu z Heleną z d. Drótkowską (1903–1975). Rok później urodziła się ich córka – Janina.
W czasie okupacji hitlerowskiej był prześladowany, wielokrotnie więziony jako zakładnik. Zmuszony do opuszczenia rodziny i ucieczki przed rozstrzelaniem, ukrywał się w Sielinku k. Opalenicy, a następnie pracuje w Ekspedycji Kolejki Opalenickiej, oraz prowadzi tajne nauczanie. W trakcie wojny przychodzi na świat jego trzech synów – Jerzy (1940), Zbigniew (1941) i Bogdan (1943). Żona wraz z dziećmi wyjechała w 1940 roku z Chodzieży do swojej rodziny w Śmiglu.
Niedługo po wyzwoleniu powrócił do Chodzieży, gdzie był w grupie organizatorów szkolnictwa podstawowego i zawodowego. W latach 1946–1950 pełnił funkcję podinspektora, a następnie inspektora szkolnego na powiat chodzieski.
W 1945 roku reaktywował działanie chóru śpiewaczego „Halka” propagującego pieśni patriotyczne, oraz tworzył i reżyserował przedstawienia słowno-muzyczne i sztuki teatralne. W 1950 roku z powodu przekonań religijnych został odwołany ze stanowiska inspektora i podjął prace w Pile w Liceum Ogólnokształcącym, a później w Liceum dla Wychowawczyń Przedszkoli oraz różnych uczelniach w Pile, gdzie wykładał język polski, historię i naukę o Polsce.
W 1954 roku ukończył zaocznie historię na Wyższej Szkole Pedagogicznej w Krakowie.
W 1956 roku powierzono mu funkcję dyrektora Liceum Ogólnokształcącego w Chodzieży. W latach 1957–1961 pełnił funkcję posła na Sejm PRL II kadencji, aktywnie działając na rzecz oświaty i społeczności lokalnej.
Podczas pracy w Llceum, rozwijał działalność krajoznawczo–turystyczną i prowadził obozy wędrowne. Był autorem wielu publikacji lokalnych, oraz wystąpień publicznych na terenie Chodzieży i Piły. W 1963 roku, po 25 latach pełnienia funkcji prezesa Koła Śpiewaczego „Halka” nadano mu godność Honorowego Prezesa Koła.
W 1970 roku przeszedł na emeryturę, pozostając czynnym zawodowo przez wiele lat jako wykładowca historii w Liceum dla Pracujących. Na emeryturze kontynuował działalność kulturalną i związkową. W 1976 roku został prezesem Towarzystwa Miłośników Ziemi Chodzieskiej, oraz był aktywnym członkiem ZBoWiD.

## Odznaczenia
Za pracę pełną poświęcenia dla innych i trud w wychowaniu młodego pokolenia otrzymał liczne odznaczenia, między innymi:
Tytuł Zasłużony Nauczyciel PRL (1970), Medal Komisji Edukacji Narodowej (1974), Krzyż Kawalerski Orderu Odrodzenia Polski (1969), odznaka honorową za Zasługi w Rozwoju Województwa Poznańskiego (1968), Złota Odznaka ZNP (1973), Honorowa Odznaka Ruchu Przyjaciół Harcerstwa (1962), dyplom Ministra Kultury i Sztuki za osiągnięcia w upowszechnianiu kultury (1960), złota Honorowa Odznaka Zjednoczenia Polskich Zespołów Śpiewaczych i Instrumentalnych w Warszawie (1960), Medal „Za zasługi dla obronności kraju” (1970), Złota Odznaka za Zasługi w Rozwoju Województwa Pilskiego (1970), Odznaka 1000-lecia Państwa Polskiego (1968), dyplom Prezesa Honorowego Koła Śpiewaczego „Halka” w Chodzieży (1963).